# Bizanos
Bizanos é uma comuna francesa na região administrativa da Nova Aquitânia, no departamento dos Pirenéus Atlânticos. Estende-se por uma área de 4,42 km². Em 2010 a comuna tinha 4 716 habitantes (densidade: 1 067 hab./km²).